# Haus Blois

Wappen der Grafen von Blois aus dem Hause Blois

Das Haus Blois (auch Theobaldiner, Tetbaldiner oder Thibaldiens) hatte ab dem 10. Jahrhundert die Grafschaft Blois inne, dazu unter anderem die Grafschaften Chartres und Châteaudun. Sie erbte im 11. Jahrhundert die Grafschaften Troyes und Meaux, aus denen sie im 12. Jahrhundert die Champagne bildete.
Im 13. Jahrhundert erbte die Familie das Königreich Navarra, zu Beginn des 14. Jahrhunderts starb sie aus.
Neben den Grafen und Königen von Navarra sind bedeutende Mitglieder der Familie:
- Stephan von Blois, König von England
- Adela von Champagne, Königin und Regentin von Frankreich

## Stammliste

### Bis zum Ende des 11. Jahrhunderts
1. Theobald der Ältere († vor 942), Vizegraf von Tours, später auch von Blois; ⚭ wohl II Richildis
  1. Theobald I. Tricator († 975), Graf von Blois, Vizegraf von Tours, 956–960 Lehenshoheit über die Grafschaft Rennes, Graf von Chartres, Graf von Châteaudun, Herr von Chinon, Saumur und Beaugency; ⚭ 943/44 Ledgard von Vermandois († 9. Februar nach 978), Tochter des Grafen Heribert II. (Karolinger), Witwe des Grafen Wilhelm Langschwert von Normandie (Rolloniden)
    1. Theobald (X vor 962)
    2. Hugo († 17. Dezember 985 oder 2. Januar 986 (n. St.)), 969 Erzbischof von Bourges
      1.  ? Hugues de Beauvais († vor Mai 1008), Pfalzgraf
      2.  ? Roger de Blois († 24. Juni 1024), Kanzler von Frankreich und Bischof von Beauvais
      3.  ? Héloïse de Pithiviers ⚭ Renart de Nogent, Seigneur de Broyes, de Beaufort et de Pithiviers 960 (Haus Broyes)

    3. Odo I. (Eudes I.) († 995), Graf von Blois, Chartres, Châteaudun, Tours, Beauvais und Dreux, Herr von Chinon und Saumur, 978 Markgraf; ⚭ Bertha von Burgund († nach 1016), Tochter des Königs Konrad III. von Burgund (Welfen), sie heiratete in zweiter Ehe 997, geschieden 1003/05, Robert II. von Frankreich (Kapetinger)
      1. Theobald II. († 1004), Graf von Blois, Geistlicher
      2. Odo II. († 1037), Graf von Blois, Chartres, Châteaudun, Tours und Beauvais, 1019/25 (als Odo I.) Graf von Troyes und Meaux, Graf von Sancerre, Herr von Chinon und Saumur bis 1026; ⚭ I 1003/04 Mathilde von Normandie († wohl 1005), Tochter des Grafen Richard Ohnefurcht (Rolloniden); ⚭ II Ermengade von Auvergne († 10. März nach 1042), Tochter des Grafen Robert I. von Auvergne (Haus Auvergne)
        1. (II) Theobald III. bzw. I. († 1089), Graf von Blois, Chartres, Châteaudun, Meaux und Sancerre, verlor nach 1037 die Grafschaft Beauvais, 1044 die Grafschaft Tours, 1048 Graf von Troyes etc.; ⚭ I, verstoßen 1048, Gersende von Maine, Tochter des Grafen Herbert (Zweites Haus Maine), sie heiratete in zweiter Ehe Alberto Azzo II. d’Este, Markgraf von Este (Este (Familie)); ⚭ II Gundrade; ⚭ III vor 1061 Adela von Crépy, († 12. Mai 1093/1100), Tochter von Rudolf von Crépy und Adela von Breteuil – Nachkommen siehe unten
        2. Stephan († vor 1048), Graf von Troyes etc 1032/47; ⚭ Adela – Nachkommen siehe unten: Die Nebenlinie Aumale
        3. Bertha († 11./13. April 1085); ⚭ I 1018 Alain III. († vergiftet 1040), 1008 Herzog von Bretagne; ⚭ II nach 14. Mai 1046 Hugo IV. von Maine († 1051) (Zweites Haus Maine)

      3. Agnès (1001/03 bezeugt); ⚭ Guido Vizegraf von Thouars
      4. Dietrich († nach 996)
      5. Bertha

    4. Emma († 1. August nach 1003); ⚭ um 968 Wilhelm II. († 995/996), Graf von Poitou (Ramnulfiden)

  2. (II) Richard († 969), 956/957 Erzbischof von Bourges

### 12. Jahrhundert
1. Theobald III. bzw. I. († 1089), Graf von Blois, Chartres, Châteaudun, Meaux und Sancerre, verlor nach 1037 die Grafschaft Beauvais, 1044 die Grafschaft Tours, 1048 Graf von Troyes etc.; ⚭ I, verstoßen 1048, Gersende von Maine, Tochter des Grafen Herbert I. von Maine (Zweites Haus Maine), sie heiratete in zweiter Ehe Alberto Azzo II. d’Este, Markgraf von Este (Este (Familie)); ⚭ II Gundrade; ⚭ III vor 1061 Adela von Crépy, († 12. Mai 1093/1100), Tochter von Rudolf von Crépy und Adela von Breteuil – Vorfahren siehe oben
  1. (II) Stephan, auch Heinrich genannt (* 1046; † 1102), Graf von Blois, Chartres, Châteaudun, Meaux und Sancerre; ⚭ 1081 Adela von England († 1138), ab 1097 Regentin in allen Grafschaften, Tochter von König Wilhelm I. von England, Herzog von Normandie (Rolloniden)
    1. Wilhelm († vor 1150), Graf von Chartres, 1102 enterbt, 1102 Herr von Sully; ⚭ Agnès de Sully, Erbtochter Gilons I. von Sully und seiner Frau Eldeburge – Nachkommen: die Herren von Sully († 1382) und die Herren von Beaujeu-en-Berry († 1537)
    2. Theobald (Thibaut) IV. bzw. II. (1101 bezeugt; † 1152), Graf von Blois, 1125 Graf von Troyes etc, ⚭ 1123 Mathilde von Kärnten († 13. Dezember 1160/1161), Tochter von Herzog Engelbert II. von Kärnten (Spanheimer) 
      1. Heinrich I. der Freigiebige (1134 bezeugt; † 1181), 1152 Graf von Champagne und Brie; ⚭ 1164 Marie von Frankreich (* 1145; † 1198), 1181–1186 und 1190–1197 Regentin von Champagne, Tochter König Ludwigs VII. von Frankreich (Kapetinger)
        1. Heinrich II. (Henri II.) (* 1166; † 1197), 1181 Graf von Champagne und Brie, 1192 König von Jerusalem; ⚭ 1192 Elisabeth (Isabella) von Anjou (* 1172; † um 1206), 1192 Königin von Jerusalem, Tochter König Amalrichs I. von Jerusalem, Witwe Humfrieds IV. von Toron und Konrads von Montferrat, sie heiratete in vierter Ehe 1198 Amalrich von Lusignan-Zypern
          1. Marie († klein)
          2. Adela († 1246), ⚭ I 1203 König Hugo I. von Zypern († 1218); ⚭ II 1225, annulliert nach 1227, Bohemund V. († 1252), 1233 Fürst von Antiochia, ⚭ III 1241 Graf Raoul de Soissons
          3. Philippa (* 1195/97; † 20. Dezember 1250); ⚭ 1211/14 Érard I. von Brienne-Ramerupt, Herr von Ramerupt und Vénozy

        2. Marie († 1204); ⚭ 1186 Balduin VI. (IX.) († 1215), 1194 Graf von Flandern, 1195 Graf von Hennegau, 1204 Lateinischer Kaiser von Konstantinopel
        3. Theobald III. (* 1179; † 1201), 1198 Graf von Champagne und Brie; ⚭ 1199 Blanka von Navarra († 1229), 1201–1222 Regentin von Champagne, Tochter König Sanchos VI. von Navarra - Nachkommen siehe unten
        4. Scholastica († 1219); ⚭ Wilhelm IV. († 1226), Graf von Mâcon und Vienne (Haus Burgund-Ivrea)

      2. Theobald V. der Gute († 1191), 1152 Graf von Blois und Chartres; ⚭ I Sibylle von Château-Renault, Witwe von NN d'Auneau; ⚭ II 1164 Adela (Alix) von Frankreich (* 1151; † nach 1195), Tochter von König Ludwigs VII. von Frankreich (Kapetinger)
        1. (II) Theobald († klein)
        2. (II) Ludwig I. († 1205), 1191 Graf von Blois; ⚭ 1184 Cathérine de Clermont († nach 1208), Tochter des Grafen Rudolf I. von Clermont-en-Beauvaisis (Haus Clermont)
          1. Theobald VI. († 1218), 1205 Graf von Blois und Clermont; ⚭ Clémence des Roches, sie heiratete in zweiter Ehe Geoffroy V. Vizegraf von Châteaudun

        3. Heinrich († klein)
        4. Philipp († klein)
        5. Margarete († 1230), 1218 Gräfin von Blois und Châteaudun; ⚭ um 1183 Hugues III d’Oisy († 1189/90), Vizegraf von Cambrai; ⚭ II um 1190 Otto von Hohenstaufen († 1200), Pfalzgraf von Burgund (Staufer); ⚭ III nach 1200 Walter II. von Avesnes (1191/1243 bezeugt;, † vor 1246) Graf von Blois, Guise etc. (Haus Avesnes)
        6. Adelheid, 1190 Äbtissin von Fontevrault
        7. Elisabeth (Isabella) († 1248), 1218 Gräfin von Chartres und Romorantin; ⚭ I Sulpice III. d’Amboise († vor 1224); ⚭ II vor 1224 Jean de Montmirail († vor 1244), Vizegraf von Cambrai

      3. Marie († wohl 1190), 1162–1165 Regentin von Burgund, nach 1165 geistlich, 1174 Äbtissin von Fontevrault; ⚭ 1145 Odo II. († 1162), 1143 Herzog von Burgund (Kapetinger)
      4. Elisabeth (* 1130); ⚭ I 1139/40 Herzog Roger von Apulien († 1148) (Hauteville (Adelsgeschlecht)); ⚭ II um 1150/55 Guillaume Gost IV. de Montmirail († wohl 1170), Baron von Le Perche-Gouet
      5. Stephan I. († 1191), 1152 Graf von Sancerre; ⚭ 1153 Ermesinde (Alix, Marie) de Donzy, Tochter von Godefroy III, Herr von Donzy, Gien, Saint-Aignan, Cosne und Châtel-Censoir (Haus Semur) – Nachkommen: die Grafen von Sancerre († 1402/03), darunter Wilhelm I.
      6. Wilhelm mit den weißen Händen († 1202), 1164 Bischof von Chartres, 1176 Erzbischof von Sens und Reims, Kardinal
      7. Hugo, 1155 Abt von Cîteaux
      8. Mathilde (Mahaut); ⚭ Graf Rotrou IV. von Le Perche († 1191), (Haus Châteaudun)
      9. Agnès († 7. August 1207), Herrin von Ligny; ⚭ 1155 Rainald III. Graf von Bar, († 25. Juli 1170) (Haus Scarponnois)
      10. Margarete, geistlich in Fontevrault
      11. Adela († 1206), 1190 Regentin von Frankreich; ⚭ 1160 König Ludwig VII. von Frankreich († 1180) (Kapetinger)

    3. Stephan (1101 bezeugt; † 1154), 1128 Graf von Boulogne, 1135 König von England; ⚭ 1125 Gräfin Mathilde,  von Boulogne († 1151), Erbtochter des Grafen Eustach III. und der Maria von Schottland
      1. Balduin († 1135)
      2. Eustach IV. († 1153), 1150 Graf von Boulogne; ⚭ 1140 Konstanze von Frankreich († 1176), Tochter von König Ludwigs VI. von Frankreich (Kapetinger), sie heiratete in zweiter Ehe 1154 Raimund V. von Toulouse
      3. Wilhelm, († 11. Oktober 1159), 1153 Graf von Boulogne und Mortain, Earl of Warren (Varennes), Earl of Surrey, Lord von Norwich und Pevensey; ⚭ vor 6. November 1153 Elizabeth de Warenne († 12. Juli 1199), Tochter von William de Warenne, 3. Earl of Surrey, sie heiratete in zweiter Ehe 1163 Hamelin († 1202)
      4. Matilda, † wohl 1135
      5. Marie, 1159–1169/70 Gräfin von Boulogne, Äbtissin von Romsey Abbey; ⚭ vor 1160, geschieden 1160/70, Matthäus von Elsass († 1173), 1160 Graf von Boulogne (Haus Châtenois)

    4. Heinrich († 1171), geistlich in Cluny, 1129 Bischof von Winchester
    5. Odo († nach 1107)
    6. Mathilde († 25. November 1120 (Weißes Schiff)); ⚭ 1115 Richard d’Avranches, 2. Earl of Chester, Vizegraf von Avranches, († 1120 (Weißes Schiff)) (Haus Conteville)
    7. Lithuaise; ⚭ um 1112, geschieden 1113, Milon II. von Montlhéry († 1118), Vizegraf von Troyes (Haus Montlhéry)

  2. (III) Odo III. († 1. Januar 1090/5. April 1097), Graf von Troyes etc.;
  3. (III) Philipp († 1100), 1093 Bischof von Châlons
  4. (III) Hugo I. († 1126), 1097 Graf von Troyes, Vitry und Bar-sur-Aube, 1125 Templer; ⚭ I 1093/1095, geschieden 1104, Konstanze von Frankreich († 1124/1126), Tochter von König Philipps I. von Frankreich (Kapetinger), sie heiratete in zweiter Ehe 1106 Bohemund von Tarent († 1111), 1088 Fürst von Tarent, 1098 Fürst von Antiochia (Hauteville (Adelsgeschlecht)); ⚭ II um 1110 Isabella von Burgund († nach 1125), Tochter des Stephan I. Graf von Mâcon (Haus Burgund-Ivrea)
    1. (II) Odo von Champlitte (1123–nach 1187), verstoßen, Herr von Champlitte
      1. Odo II. von Champlitte, genannt „le Champenois“ († Mai 1204), Kreuzritter des Vierten Kreuzzuges
      2. Wilhelm I. von Champlitte († 1209), Vizegraf von Dijon und Fürst von Achaia

### Die Könige von Navarra
1. Theobald III. (* 1179; † 1201), 1198 Graf von Champagne und Brie; ⚭ 1199 Blanka von Navarra († 1229), 1201–1222 Regentin von Champagne, Tochter König Sanchos VI. von Navarra - Vorfahren siehe oben
  1. Theobald I. der Große (* 1201; † 1253), 1201 Pair von Frankreich, bis 1222 minderjährig, 1234 König von Navarra; ⚭ I 1220, geschieden 1222, Gertrud von Dagsburg († vor 19. März 1225), Tochter des Grafen Albert II. von Dagsburg, Witwe Herzog Theobalds I. von Lothringen (Haus Châtenois), sie heiratete in dritter Ehe 1223 Simon von Leiningen († 1234/36) (Saargaugrafen); ⚭ II 1222 Agnes von Beaujeu († 1231), Tochter des Guichard IV., Herr von Beaujeu (Haus Beaujeu); ⚭ III 1232 Margareta von Bourbon († 12. April 1256), 1253–1256 Regentin von Champagne und Navarra, Tochter von Archambault VIII., Herr von Bourbon
    1. (II) Blanka (* 1226; † 1283); ⚭ 1236 Johann I. der Rote Herzog von Bretagne († 1286)
    2. (III) Theobald II. (* 1238; † 1270), 1253 (als Theobald V.) Graf von Champagne, Pair von Frankreich und König von Navarra, bis 1256 minderjährig; ⚭ 6. April 1255 Elisabeth (Isabelle) von Frankreich (* 2. März 1242, † 27. April 1271), Tochter des Königs Ludwig IX. von Frankreich (Kapetinger)
      1. (unehelich, Mutter: Marquesa Gil de Rada) Tochter, Marquesa de Navarra; ⚭ Pedro Fernandéz, Herr von Híjar, Bastard von Aragón

    3. (III) Peter (Pierre, Pedro) († 1265), Herr von Muruzabal
    4. (III) Eleonore (* wohl 1233; † klein)
    5. Beatrix (Béatrice) (* 1242, † Februar 1295), Herrin von L’Isle-sous-Montréal; ⚭ 1258 Herzog Hugo IV. von Burgund († 1272) (Kapetinger)
    6. Margareta († 10. August 1306/07); ⚭ 1255 Herzog Friedrich III. von Lothringen († 1302) (Haus Châtenois)
    7. (III) Heinrich I. der Dicke (1259 bezeugt; † 1274), 1271 (als Heinrich III.) Graf von Champagne und Brie, Pair von Frankreich, König von Navarra, Graf von Rosnay; ⚭ vor 1269 Blanche d’Artois († 1302), 1275–1283 Regentin von Champagne und Navarra, Tochter des Grafen Robert I. von Artois (Kapetinger), sie heiratete in zweiter Ehe 1276 Edmund Crouchback († 1296), Prinz von England, 1275–1283 Regent von Champagne und Navarra
      1. Theobald († 1273)
      2. Johanna (* 1273; † 1305), 1274–1284 Königin von Navarra, Gräfin von Champagne und Brie, Bigorre etc.; ⚭ 1284 Philipp IV. der Schöne († 1314), 1284–1314 König von Frankreich, 1284–1305 König von Navarra (Kapetinger)

    8. (unehelich) Margerita de Navarra; ⚭ Alvar Pérez de Azagra, Herr von Albarracín
    9. (unehelich) Wilhelm (Guillaume) († 30. Dezember vor 1267), geistlich
    10. (unehelich) Elide († klein)
    11. (unehelich) Berenguela, Priorin von San Pedro de Ribas

  2. Tochter († klein)

### Die Nebenlinie Aumale
1. Stephan († vor 1048), Graf von Troyes etc 1032/47; ⚭ Adela – Vorfahren siehe oben
  1. Odo II. († nach 1096), 1048–1063 Graf von Troyes etc, um 1070 Graf von Aumale; ⚭ um 1060 Adela († 1081/84), uneheliche Tochter des Herzogs Robert I. von Normandie (Rolloniden), Witwe von Enguerrand II., Graf von Ponthieu und Lambert von Boulogne, Graf von Lens
    1. Stephan († wohl 1127), wohl 1100 Graf von Aumale bzw. Earl of Albemarle, Lord of Holderness; ⚭ Hedwig
      1. Wilhelm († 1179), um 1127 Graf von Aumale, Earl of York; ⚭ Cecily Fitzduncan († vor 1190), Tochter des William FitzDuncan, Earl of Moray und unehelicher Sohn König Duncans II. von Schottland
        1. Hawise († 11. März 1214); ⚭ I 14. Januar 1180 William de Mandeville, 3. Earl of Essex, Graf von Aumale († 1189); ⚭ II nach 2. Juli 1190 Wilhelm von Les Forts, Graf von Aumale († 1195); ⚭ III Baudouin de Béthune, Herr von Chocques, Graf von Aumale († 1211) (Haus Béthune)

      2. Stephan († nach 1150)
      3. Ingelram († nach 1150)
      4. Agnes; ⚭ I William de Roumare († 1150), Sohn von William de Roumare, 1. Earl of Lincoln; ⚭ II Peter Bruce Lord Skelton
      5. Adelise, † wohl vor 1168; ⚭ (1) Robert II. Bertrand, † nach 1100, Seigneur de Bricquebec (Haus Bastembourg); ⚭ (2) Ingelger de Bohun